# Mäla
Koordinaten: 58° 35′ N, 23° 17′ O

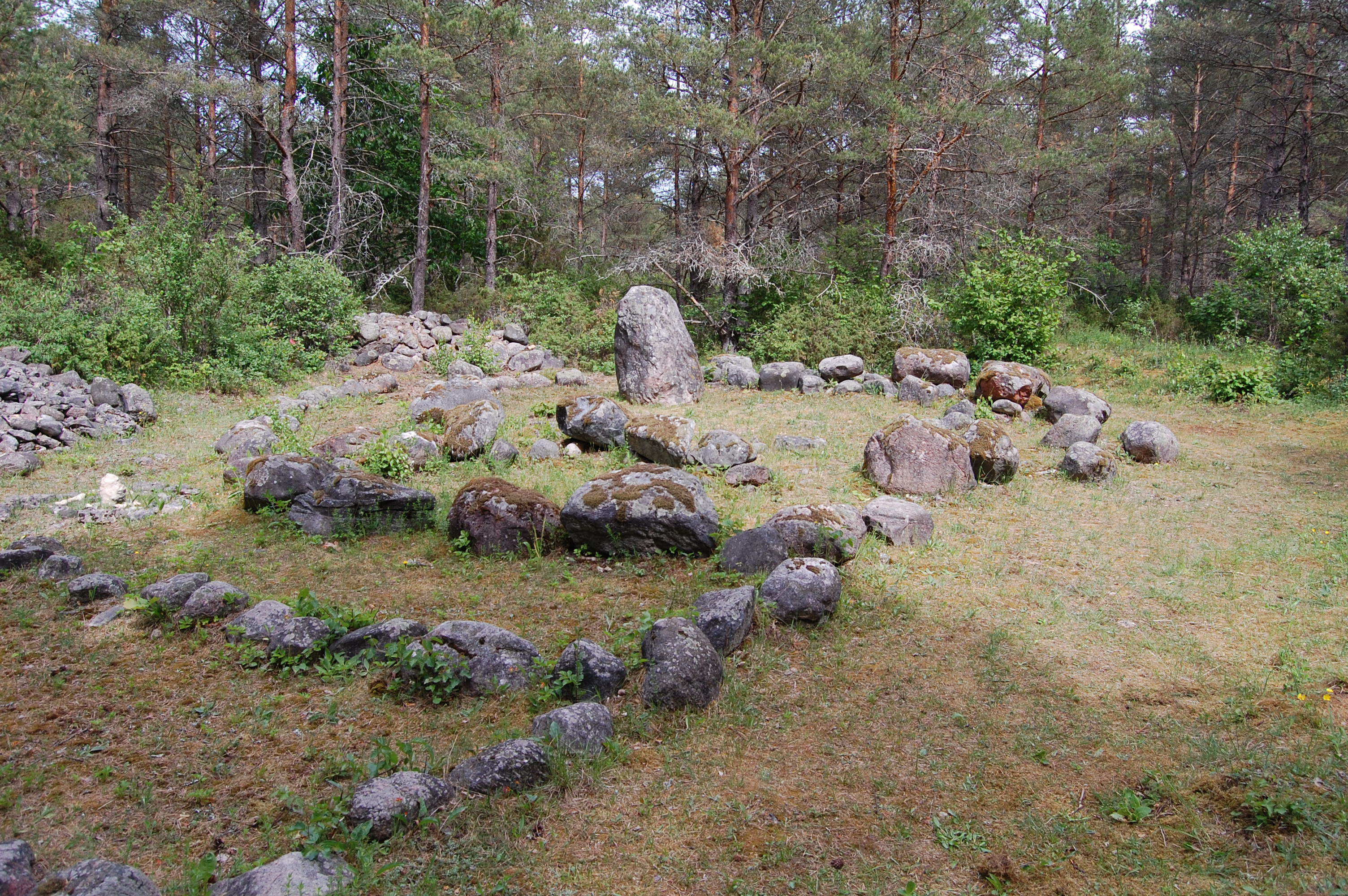
Steinsetzungen in Mäla

Mäla ist ein Dorf (estnisch küla) auf der drittgrößten estnischen Insel Muhu. Es gehört zur gleichnamigen Landgemeinde (Muhu vald) im Kreis Saare (Saare maakond).
Der Ort hat 22 Einwohner (Stand 31. Dezember 2011). Seine Fläche beträgt 5,91 Quadratkilometer.

## Steinsetzungen
Auf dem Gebiet des Dorfes liegen die prähistorischen Steinsetzungen von Ussimätta. Die neolithischen Spuren stellen eine der ältesten Zeugnisse der frühen Besiedelung Muhus dar.